# 林芽亜里
林 芽亜里（はやし めあり、2005年11月5日 - ）は、日本のファッションモデル、女優。石川県出身。サンミュージックプロダクション所属。

## 略歴
2015年12月22日、小学校4年生の際に『第4回ニコ☆プチモデルオーディション』にてグランプリを受賞。2016年2月号より同誌専属モデルとしてデビューを果たした。
ニコ☆プチでは、バイラビットやメゾピアノジュニアのイメージモデル就任、タイアップイベント「KOBEキッズブランドコレクションmeetsニコ☆プチ」や動画配信番組「モっと！ニコ☆プチTV」制作発表会などの選抜メンバー入り、ピン表紙など中心メンバーの一人として活躍した。
2019年4月28日、東京・有明TFTホールにて開催された『プチ☆コレ9』をもって『ニコ☆プチ』（新潮社）専属モデルを卒業した。
2019年6月1日、『nicola』7月号より阿部ここはとともに同誌nicola専属モデルデビューする。
nicolaでは2020年1月号で初表紙、3月号でピン表紙を飾る。さらに6月号でピン連載が始動。
2021年4月1日にrepipiarmrioのイメージモデル、nicola副会長に就任した。
2021年nicola8月号ではnicola史上初となる表裏表紙のピン表紙を飾った。
2022年nicola4月号でnicola専属モデル卒業、repipi armarioイメージモデル卒業。
2022年11月発売のnon-no1・2月合併号より小宮山莉渚とともに専属モデルとして掲載。最年少でのnon-noモデルデビューとなる。
2024年1月スタートのドラマ『先生さようなら』のヒロイン・城嶋弥生役に抜擢され女優デビューした。

## 人物
- 小学校3年生から金沢のタレント養成学校に通っていたが、そこでのモデルのレッスンが楽しくなり、プチモオーディションを受けようと決心する[12]。
- 手芸を趣味としている[1]。『子どもの手芸レッスンBOOK』の著者が、本の編集者にニコ☆プチの誌面を見せてモデルのイメージを伝えたことで、ニコ☆プチ編集部に照会が入り、部活が手芸クラブの林芽亜里が推薦された[13]。
- 将来の夢は、自分がデザインした服を着て、ファッションイベントのランウェイを歩くこと[2]。このため、服飾の専門学校も進路の一つとして考えている[7]。
- 特技は書道[1]。小学生の頃から書道教室に通い、作品に落款印を押していた[14]。
- プチモ当時から、洋楽を聴いていた。好きなアーティストはテイラー・スウィフト[2]。
- 13歳の誕生日である2018年11月5日にInstagramを開始、フォロワー数は2020年7月1日時点で5万人を突破。2022年6月20日時点で10万人を突破。

## 出演

### テレビドラマ
- 先生さようなら（2024年1月23日 - 3月26日、日本テレビ） - ヒロイン・城嶋弥生 役[15][16]
- 年下彼氏2 episode2「見つめられなくて」（2024年10月13日、朝日放送テレビ） - ヒロイン・サトミ 役[17]
- 初めましてこんにちは、離婚してください（2024年11月8日 - 12月27日、毎日放送） - 主演・結城莉央 役（犬飼貴丈とW主演）[18]
- 世にも奇妙な物語’24 冬の特別編「第1回田中家父親オーディション」（2024年12月14日、フジテレビ） - 田中杏 役[19]
- 僕のあざとい元カノ（2025年1月24日 －、テレビ朝日）-町田アヤ 役
- 熱愛プリンス（2025年3月7日 - 4月25日、毎日放送） - ヒロイン・天宮まつり 役[20]
- ワタシってサバサバしてるから2（2025年2月5日、NHK BSプレミアム4K / 2025年5月5日 - 6月5日、NHK総合） - 伊集院ルカ 役[21]

### 映画
- エリカ（2026年公開予定、S・D・P） - ヒロイン・溝川エリカ 役[22]

### ファッションショー
- Rakuten GirlsAward 2023 AUTUMN/WINTER（2023年9月30日、幕張メッセ）[23]
- CREATEs presents TGC KITAKYUSHU 2023 by TOKYO GIRLS COLLECTION（2023年10月7日、西日本総合展示場新館）[24]

### 広告
- ナルミヤ・インターナショナル メゾピアノジュニア（2016年 - 2019年） - イメージモデル[3][25][26]
- トンボ学生服（2019年 - ） - 広告モデル
- GU 新コレクション『AND24LOVELY』（2020年） - キービジュアル
- 「OLIVE des OLIVE School」（2021年 - ） - イメージモデル
- アダストリア『レピピアルマリオ』（2021年） - イメージモデル[27][28]
- 「ふわナチュラル」（2022年） - キービジュアル
- 「ジョイフル恵利」（2023年 - ） - イメージキャラクター
- オープンハウス （2023年）- テレビコマーシャル
- 全国火災予防運動（2023年秋・2024年春[29]） - ポスターモデル[30]
- クスリのアオキ (2025年)

## 書籍

### 雑誌
- ニコ☆プチ（2016年2月号 - 2019年6月号、新潮社） - 専属モデル[7][31]
- nicola（2019年7月号 - 2022年4月号、新潮社） - 専属モデル[32]
- non-no（2023年1・2月合併号 - 、集英社） - 専属モデル

### デジタル写真集
- PROTO STAR 林芽亜里 vol.1（2019年9月6日、JUPIMAR、撮影：HIROKAZU）ASIN B07XBQRF98
- PROTO STAR 林芽亜里 vol.2（2019年11月22日、JUPIMAR、撮影：HIROKAZU）ASIN B081FFVVGT
- resonance 林芽亜里（2021年3月12日、JUPIMAR、撮影：石田真澄）ASIN B08XZ4TLHW

### 単行本
- 子どもの手芸レッスンBOOK（2017年6月20日、朝日新聞出版、著者：松村忍） ISBN 978-4023331617 モデル[33]

カレンダー
・2023年カレンダー発売

## その他
- 一日警察署長 浦安警察署（2024年9月20日）[34]